# Château de l'Impératrice
Le château de l'Impératrice, également appelé château de « Pregny-La-Tour », est un château situé dans le parc de l'Impératrice, sur le territoire de la commune de Pregny-Chambésy, dans le canton de Genève, en Suisse. Il doit son nom à Joséphine de Beauharnais, première épouse de Napoléon Ier

## Localisation
Le château s'élève dans la localité de Pregny, au sein du sous-secteur de Pregny - village, sur le lieu-dit « L'Impératrice Pregny-La-Tour ». Il se trouve chemin de l'Impératrice, entre le domaine du château de Penthes et les « Terres de Pregny ». Le domaine couvre une surface totale de 29 799 m2.
Au cours des siècles, Le domaine a relevé de diverses localités, jusqu'à ce que la commune de Pregny devienne un territoire genevois officiellement le 20 novembre 1815. Pendant la période de la République de Genève, le domaine se trouvait sur la limite dite des Franchises,.

## Histoire

### Forteresse de «Pregny-La-Tour»
À l'origine, le domaine comprend la forteresse de « Pregny-La-Tour ». Le plus ancien document mentionnant le domaine est un acte de vente daté du 5 septembre 1486, par lequel François d'Orly (ou Orlier, de Orliano) cède la propriété à Mathieu Scarron. Le 11 janvier 1538, Pierre Scarron échange son domaine de Pregny contre des terres situées à Ruth, appartenant à Ami Perrin (en). Dans l'acte de vente, il est indiqué que la propriété de compose d'une « maison haute avec grange, treuil, curtines, etc., d'une surface de 50 poses, le tout situé au territoire de Pregny, près du chemin public tendant de Genève à Versoix du côté de l'orient ». Lors de l'acquisition du château, Ami Perrin accorde à Pierre Scarron un droit de rachat de sa propriété, valable à partir de dix ans et fixé au prix de 1 800 écus d'or au soleil.
Ami Perrin joue un rôle important dans les luttes politiques du XVIe siècle à Genève. Syndic de Genève en 1545, il est également premier syndic en 1549 et 1553, et capitaine général de 1544 à 1555. Il cumule ainsi de nombreuses fonctions. Les élections de 1555 tournent en faveur des calvinistes, qui, ayant la majorité au Conseil, s'empressent d'accorder la bourgeoisie à un groupe de réfugiés français. La colère se fait entendre du côté de Perrin et de ses partisans, appelés les Perrinistes ou Libertins. Ces derniers tentent de s'emparer du pouvoir, mais ils sont rapidement rattrapés par la répression des nouvelles autorités calvinistes et se voient contraints de fuir. Perrin, devenu le chef des Libertins, établit son quartier général à la forteresse de « Pregny-La-Tour », situé en terres bernoises, donc en dehors du territoire de la République de Genève. Le bâtiment se trouve juste à la limite des Franchises, et ils y sont ainsi en sécurité.
Perrin meurt en 1561, et Pierre Scarron exerce son droit de rachat avant de vendre le domaine à Antoine de Saussure. En 1574, Claude et Jean de Saussure vendent le domaine à Pierre Dupuys. Les informations concernant les propriétaires entre 1574 et 1699 ne sont pas précisément connues. Toutefois, il est noté que Marie Vaudenet en devient la propriétaire à cette dernière date. Par la suite, le domaine se transmettant par héritage et vente du XVIIe siècle au XIXe siècle. Entre 1713 et 1718, la maison forte est agrandie.

### Château de «Pregny-La-Tour»
On suppose que la vieille serre ait été remplacée par un château au début du XVIIIe siècle par Marie Cramer-Vaudenet. Le plus ancien plan attestant cela est celui de Micheli-du Crest, datant de 1730.
Entre 1740 et 1802, le château passe entre les mains de plus de cinq propriétaires différents. Parmi eux, Alexandre de Sales,  qui, bien qu'il conserve l'ancienne maison de maître, remodèle complètement les façades du château donnant sur le lac et le Mont Blanc. Le dernier propriétaire en date est Henri Melly, qui, lors de cet achat, profite également d'acquérir une parcelle de terrain au bord du lac, au lieu-dit Le Pilon, auprès d'Isaac Pictet. À la mort de Melly en 1808, sa veuve décide de vendre le château.
Après son divorce, l'impératrice Joséphine de Beauharnais s'installe le 16 décembre 1809 au château de Malmaison, en Île-de-France. Cependant, son ex-époux, jugeant plus prudent de l'éloigner de Paris, lui assigne comme résidence un château délabré en Normandie. Ne s'y plaisant pas du tout, l'impératrice quitte ce lieu et se rend à Aix-en-Savoie le 6 juin 1810. Allant voir son fils Eugène, elle visite Genève pour la première fois le 11 juillet 1810. Elle profite d'un voyage dans la région lémanique entre le 11 août et le 1er novembre 1810. Lors de ce séjour, elle se fascine pour le Mont Blanc ainsi que pour le lac, exprimant souvent le vœu de posséder une résidence sur la rive droite du lac. Après avoir demandé l'autorisation de son ex-époux, l'empereur, son notaire à Paris, M. Noel, entreprend les démarches quelques semaines plus tard pour l'acquisition du château de « Pregny-La-Tour » au nom de l'impératrice. Celui-ci est finalement acheté le 25 avril 1811 pour la somme de 145 000 francs.

### Château de l'Impératrice
Après l'acquisition du château de « Pregny-La-Tour », Joséphine de Beauharnais se rendit vite compte que celui-ci était trop petit pour loger son personnel et ses meubles. L'impératrice entreprit alors des agrandissements considérables du château,. La structure de l'ancien bâtiment fut entièrement modifiée pour laisser place à l'actuel château de l'Impératrice. Joséphine s'y installe définitivement en juillet 1812.

« Au temps de Joséphine, le grand parc, bien ordonné, se prolongeait jusqu'au lac. La demeure était vaste et belle avec deux ailes peu saillantes. Joséphine n'occupait que les pièces du premier étage. Au centre, un grand salon était orné de Motif Louis XV et de grandes peintures sur toile représentant des marines; plusieurs chambres avaient des panneaux peints sur bois au-dessus des portes. Deux meubles ayant appartenu à l'impératrice, un  clavecin et une magnifique table ronde Empire, ont été conservés. À côté du grand salon, il y en avait un autre plus exigu et non moins élégant, puis la chambre é couché de Joséphine avec son lourd baldaquin. Un long vestibule, éclairé par une rangée de fenêtres, livrait accès à quelques autres pièces. La vue donnait sur une terrasse et s'étendait par delà les pelouses sur le lac et les montagnes avoisinantes, et Genève, tout proche, dessinait, sur le Salève, sa silhouette familière. »

— Guillaume Fatio, Pregny, commune genevoise et coteau des altesses, 1947, pp. 206-207.
L'impératrice y reçoit des personnalités connues, telles que le préfet Guillaume Capelle ou encore Charles de Constant.
À la mort de Joséphine de Beauharnais en 1814, sa fille Hortense de Beauharnais hérite du château. Alors qu'elle entreprend des travaux d'embellissement du bâtiment, la commune de Pregny deviendra, le 4 juillet 1816, une commune suisse à la suite du second traité de Paris signé le 20 novembre 1815. Le gouvernement genevois, hostile à l'établissement d'une impératrice française sur son futur territoire, lui enjoint de s'éloigner au plus vite. Hortense quitte Pregny le 30 novembre 1815 pour Aix-les-Bains, puis Constance, avant de s'installer au château d'Arenenberg, dans le canton de Thurgovie. Avant son départ, elle établit un contrat de location du château à Francis d'Ivernois. Le 22 février 1817, elle vend son château de Pregny à Jean-Louis Moilliet pour la somme de 105 000 francs.
Les héritiers Moilliet vendent finalement le domaine en 1853, et celui-ci est morcelé. Une partie sert à créer le domaine de La Pelouse, une autre agrandit le domaine du château de Penthes, et la dernière permet d'agrandir le domaine du château du Reposoir,.
Le 26 juin 1954, le Conseil d'État genevois inscrit le château, les dépendances et le domaine comme « objets classés n° 2011-26090 » à l'Office des patrimoines et des sites,,. La même année, le propriétaire de l'époque, Carlo Rezzonico, effectue une restauration complète du château, en lui donnant une allure moderne tout en transformant les dépendances en logements, tout en préservant le cachet ancien.
Entre 1853 et 1983, le château change de propriétaire à quatre reprises. Finalement, en 1983, la demeure est acquise par la commune et la ville de Genève.
Entre 1853 et 1983, le château se vend entre quatre propriétaire différent. Finalement, en 1983, la demeure est acquise par la commune et ville de Genève. Le château abrite actuellement les bureaux de la mission permanente de la République italienne auprès de l'Organisation des Nations unies. Le domaine, quant à lui, est ouvert au public.

### Propriétaires du domaine et du château

#### Foretresse de «Pregny-La-Tour»
- ? – 5 septembre 1486 : François d'Orly (ou Orlier, de Orliano) ;
- 5 septembre 1486 – ? : Mathieu Scarron;
- ? – 11 janvier 1538 : Pierre Scarron ;
- 11 janvier 1538 – 1561 : Ami Perrin (en) (1500-1561) ;
- 1561 : Pierre Scarron ;
- 1561 – 1569 : Antoine de Saussure (1514 - 1569) ;
- 1569 - 1574 : Claude de Saussure (1543-?) & Jean de Saussure (1551-1637);
- 1574 – ? : Pierre Dupuys ;
- ?-?: Propriétaires inconnus;
- ? – 1690 : Robert Vaudenet (1624-1690);
- 1690-1699 : les dix enfants Vaudenet;

#### Château de «Pregny-La-Tour»
- 1699 – 1725/1727 : Marie Cramer-Vaudenet (1650-1725) & Gabriel Cramer (1641-1724) ;
- 1725/1727 – 13 février 1694 : Jean-Louis Cramer (1681-1759) & Marie Cramer (1689-1694);
- 13 février 1694 - 11 juillet 1740 : Jean-Louis Cramer (1681-1759);
- 11 juillet 1740 – 1750 : Jean Jallabert (1712- 1768) ;
- 1750 – 1751 : Jean-Jacques Pallard ;
- 1751 – 1794 : Alexandre de Sales (1716-1794) ;
- 1794-1801 : Mme Turrettini-Sales, Jeanne-Louise Marguerite de Sales (1746 - 1777) et Louis-George Thomas;
- 1801 – 1802 : Jacques Lasserre (1761-1819) ;
- 1802 – 1808  : Henri Melly (1754-1808) & Jeanne Conradine Antoinette Schwartz ;
- 1808-25 avril 1811: Jeanne Conradine Antoinette Schwartz;
- 25 avril 1811 – juillet 1812 : Joséphine de Beauharnais (1763-1814);

#### Château de l'Impératrice
- juillet 1812 – 29 mai 1814 : Joséphine de Beauharnais ;
- 29 mai 1814 – 22 février 1817 : Hortense de Beauharnais (1783-1837) ;
- 22 février 1817 – 1845 : Jean-Louis Moilliet (1770-1845) ;
- 1845 – 1853 : James Moilliet ;
- 1853 – 1871 : Salomé-Jeanne-Claudine-Françoise Fer ;
- 1871 – 1876 : Vladimir Potemkine ;
- 1876 – 1910 : Germaine Achard-Rigaud (1831-1910) ;
- 1910 - 10 mars 1954 : famille Achard;
- 10 mars 1954 – ? : Carlo Rezzonico ;
- ? - 1983 : Marco Rezzonico ;
- Depuis 1983 : Commune et Ville de Genève.

## Parc de l'Impératrice

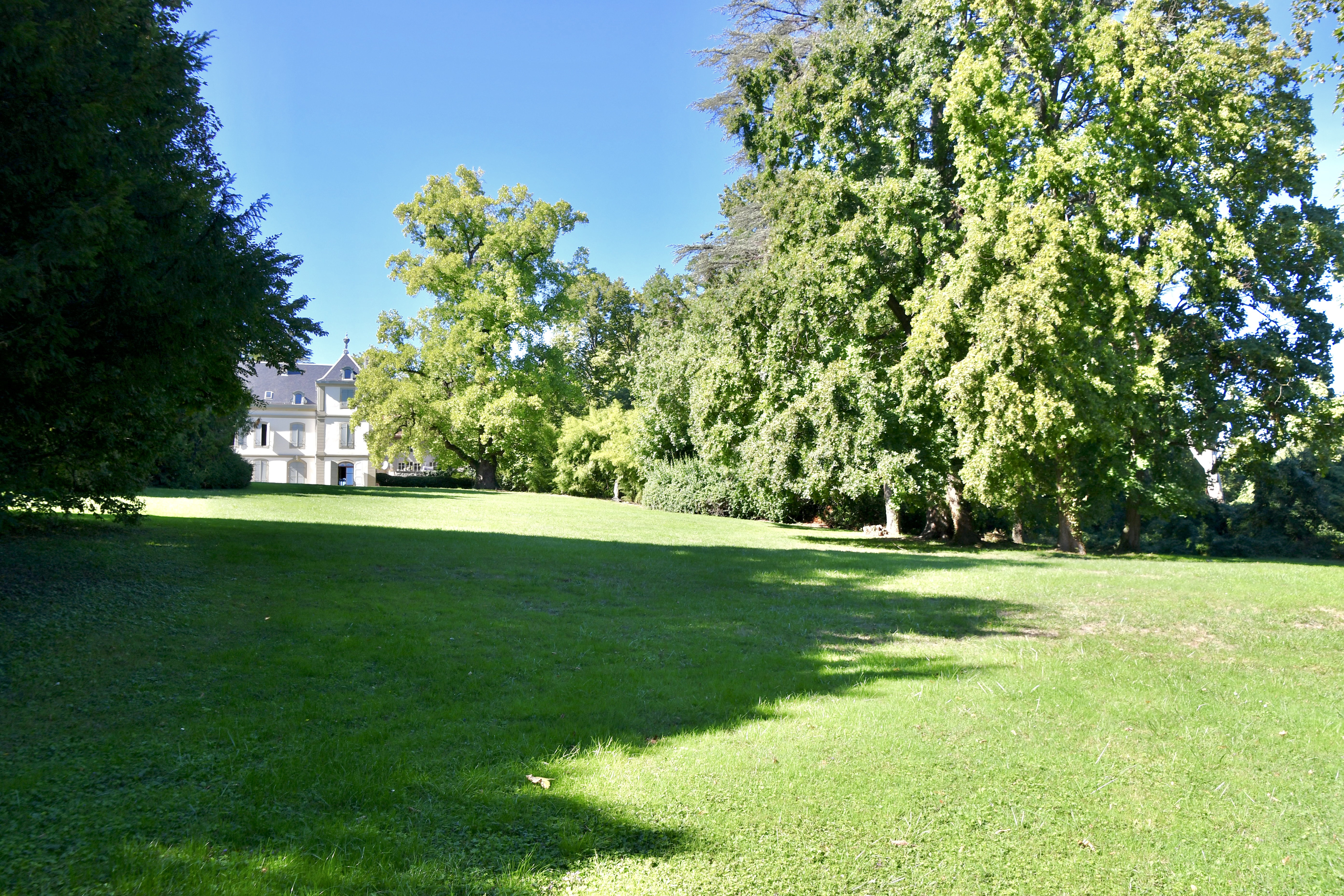
Vue depuis le bas du parc.

Le parc est composé en alternance de prairies et de forêts denses, abritant des arbres séculaires. Des arbres centenaires sont disposés autour de la pelouse qui descend du château jusqu’à la voie ferrée : un tulipier de Virginie et un séquoia trônent au sommet de la terrasse, tandis qu'un saule pleureur se trouve un peu plus bas.
Le domaine abrite également la source du Ruisseau de l'Impératrice, qui s'étend sur 1 000 mètres avant de se jeter dans le Léman.
Le parc est devenu public lors de l'achat du domaine par la ville de Genève en 1983.

## Protections
Le 26 juin 1954, le Conseil d'État genevois inscrit le château, les dépendances et le domaine comme « objets classés n° 2011-26090 » à l'Office des patrimoines et des sites,,.
Le 16 août 2001, le domaine est inscrit à l'inventaire de la section nationale suisse du Conseil international des monuments et des sites (ICOMOS), répertoriant les parcs et jardins historiques de Suisse.